# TEE Helvetia
Le TEE Helvetia est un train transeuropéen express qui a relié Hambourg, en Allemagne, à Zurich, en Suisse, de 1952 à 2004. Il tient son nom de la Suisse, Helvetia en latin.

## Parcours et arrêts
Horaires du TEE Helvetia au service d'hiver 1971/72
|   | km  | TEE 73 | Pays      | Gare                 | TEE 72 | km  |   |
| - | --- | ------ | --------- | -------------------- | ------ | --- | - |
| ↓ | 0   | 13:39  | Allemagne | Hambourg-Altona      | 16:19  | 966 | • |
| ↓ | 5   | 13:46  | Allemagne | Hamburg Dammtor      | 16:11  | 961 | ↑ |
| ↓ | 7   | 13:55  | Allemagne | Hamburg Hbf          | 16:04  | 959 | ↑ |
| ↓ | 185 | 15:22  | Allemagne | Hannover Hbf         | 14:40  | 781 | ↑ |
| ↓ | 293 | 16:13  | Allemagne | Göttingen            | 13:45  | 673 | ↑ |
| ↓ | 534 | 18:32  | Allemagne | Frankfurt (Main) Hbf | 11:33  | 432 | ↑ |
| ↓ | 615 | 19:23  | Allemagne | Mannheim Hbf         | 11:34  | 351 | ↑ |
| ↓ | 676 | 19:53  | Allemagne | Karlsruhe Hbf        | 10:06  | 290 | ↑ |
| ↓ | 750 | 20:26  | Allemagne | Offenbourg           | 09:33  | 216 | ↑ |
| ↓ | 811 | 20:53  | Allemagne | Freiburg Hbf         | 09:04  | 155 | ↑ |
| ↓ | 873 | 21:27  | Suisse    | Basel Bad. Bf        | 08:30  | 93  | ↑ |
| ↓ | 878 | 21:41  | Suisse    | Basel SBB            | 08:24  | 88  | ↑ |
| • | 966 | 22:43  | Suisse    | Zürich HB            | 07:00  | 0   | ↑ |

## Composition avec leTEE Arbalète
Entre Basel SBB et Zürich HB, les voitures des deux trains TEE étaient accouplées et ne formaient qu'un seul convoi, tracté par une Re 4/4II des CFF en livrée TEE bordeau/crème (n° 11158 à 11161).